# Maezawa Koki
Koki Maezawa (前澤 甲気 Maezawa Koki, sinh ngày 31 tháng 3 năm 1993) là một cầu thủ bóng đá người Nhật Bản. Anh thi đấu cho Azul Claro Numazu.

## Sự nghiệp
Koki Maezawa gia nhập câu lạc bộ tại Giải bóng đá Nhật Bản Sony Sendai năm 2015. Năm 2017, anh chuyển đến câu lạc bộ J3 League Azul Claro Numazu.

## Thống kê câu lạc bộ
Cập nhật đến ngày 20 tháng 2 năm 2018.
| Thành tích câu lạc bộ | Thành tích câu lạc bộ | Thành tích câu lạc bộ | Giải vô địch | Giải vô địch | Cúp                   | Cúp                   | Tổng cộng | Tổng cộng |
| Mùa giải              | Câu lạc bộ            | Giải vô địch          | Số trận      | Bàn thắng    | Số trận               | Bàn thắng             | Số trận   | Bàn thắng |
| Nhật Bản              | Nhật Bản              | Nhật Bản              | Giải vô địch | Giải vô địch | Cúp Hoàng đế Nhật Bản | Cúp Hoàng đế Nhật Bản | Tổng cộng | Tổng cộng |
| --------------------- | --------------------- | --------------------- | ------------ | ------------ | --------------------- | --------------------- | --------- | --------- |
| 2015                  | Sony Sendai FC        | JFL                   | 9            | 2            | –                     | –                     | 9         | 2         |
| 2016                  | Sony Sendai FC        | JFL                   | 29           | 3            | 1                     | 0                     | 30        | 3         |
| 2017                  | Azul Claro Numazu     | J3 League             | 19           | 2            | 3                     | 0                     | 22        | 2         |
| Tổng                  | Tổng                  | Tổng                  | 57           | 7            | 4                     | 0                     | 61        | 7         |